# Trichilia pseudostipularis
Trichilia pseudostipularis är en tvåhjärtbladig växtart som först beskrevs av Adrien Henri Laurent de Jussieu, och fick sitt nu gällande namn av C. Dc.. Trichilia pseudostipularis ingår i släktet Trichilia och familjen Meliaceae. Inga underarter finns listade i Catalogue of Life.